# Eneco Tour 2010
La 6e édition de l'Eneco Tour, inscrite au calendrier de l'UCI ProTour 2010, se déroule du 17 au 24 août 2010. Il fait partie de l'UCI ProTour 2010 et du calendrier mondial UCI 2010. La victoire est revenue à l'Allemand Tony Martin (Team HTC-Columbia), vainqueur du contre-la-montre final.

## Présentation

### Equipes
L'Eneco Tour faisant partie de l'UCI ProTour, les 18 équipes ProTour sont automatiquement présentes sur la course, composées chacune de huit coureurs. Trois équipes continentales professionnelles (Skil-Shimano, Topsport Vlaanderen-Mercator et Vacansoleil) ont été invitées à la course pour former un peloton de 167 coureurs de 21 équipes.
Les 21 équipes présentes sur la course sont donc :
| ProTeams (18)- AG2R La Mondiale - Astana - Caisse d'Épargne - Euskaltel-Euskadi - FDJ - Footon-Servetto - HTC-Columbia - Katusha - Lampre-Farnese Vini - Liquigas-Doimo - Team Milram - Omega Pharma-Lotto - Quick Step - Rabobank - Saxo Bank - Sky - Garmin-Transitions - Team RadioShack Équipes continentales professionnelles (3)- Vacansoleil - Skil-Shimano - Topsport Vlaanderen-Mercator |
| |

## Récit de la course
Le Canadien de l'équipe Garmin-Transitions Svein Tuft remporte le prologue disputé à Steenwijk aux Pays-Bas devant trois coureurs de l'équipe Rabobank.
L'Australien Robbie McEwen (Team Katusha) s'adjuge le lendemain la première étape à Rhenen. Il devance lors d'un sprint massif l'Argentin Lucas Sebastián Haedo (Team Saxo Bank) et son compatriote Allan Davis (Astana). L'équipe Rabobank en accélérant dans les derniers kilomètres provoque une cassure qui piège plusieurs coureurs classés dans les dix premiers à l'issue du prologue de la veille.
André Greipel (Team HTC-Columbia) remporte la deuxième étape au sprint devant Robbie McEwen (Team Katusha) et Edvald Boasson Hagen (Team Sky). Il s'agit de la 17e victoire de la saison pour l'Allemand.
La troisième étape qui se déroule exclusivement en Belgique voit le Néerlandais Koos Moerenhout (Rabobank) s'imposer à la suite d'une échappée à deux avec l'Allemand Tony Martin (HTC-Columbia). Cette étape comportait de nombreux bergs pavés, dont le Vieux Quaremont dans les vingt derniers kilomètres. Les deux coureurs sont parvenus à résister au retour du peloton qui termine à 1 minutes et 24 secondes. Tony Martin prend la tête du classement général et se place en favoris pour la victoire finale en raison du contre-la-montre final qui a lieu lors de la 7e étape.
Le lendemain, le Néo-Zélandais Gregory Henderson (Team Sky) devance au sprint le Néerlandais Kenny van Hummel (Skil-Shimano) et son coéquipier norvégien Edvald Boasson Hagen, pour s'adjuger la quatrième étape.

## Etapes
| Étape     | Date    | Villes étapes                   | type                        | Distance (km) | Vainqueur d'étape | Leader du classement général |
| --------- | ------- | ------------------------------- | --------------------------- | ------------- | ----------------- | ---------------------------- |
| Prologue  | 17 août | Steenwijk – Steenwijk           | contre-la-montre individuel | 5,2           | Svein Tuft        | Svein Tuft                   |
| 1re étape | 18 août | Steenwijk – Rhenen              |                             | 178           | Robbie McEwen     | Svein Tuft                   |
| 2e étape  | 19 août | Sint Willebrord – Ardoye        |                             | 198,5         | André Greipel     | Svein Tuft                   |
| 3e étape  | 20 août | Renaix – Renaix                 |                             | 191,8         | Koos Moerenhout   | Tony Martin                  |
| 4e étape  | 21 août | Hautem-Saint-Liévin – Ruremonde |                             | 214,4         | Greg Henderson    | Tony Martin                  |
| 5e étape  | 22 août | Ruremonde – Sittard             |                             | 204           | Jack Bobridge     | Tony Martin                  |
| 6e étape  | 23 août | Bilzen – Heers                  |                             | 205,6         | André Greipel     | Tony Martin                  |
| 7e étape  | 24 août | Genk – Genk                     | contre-la-montre individuel | 16,9          | Tony Martin       | Tony Martin                  |

## Les étapes

### Prologue
17 août 2010 – Steenwijk, 5,2 km
| \| Classement de l'étape \| Classement de l'étape \| Classement de l'étape \| Classement de l'étape \| Classement de l'étape \| \| Coureur \| Coureur \| Pays \| Équipe \| Temps \| \| --------------------- \| --------------------- \| --------------------- \| --------------------- \| --------------------- \| \| 1er \| Svein Tuft \| Canada \| Garmin-Transitions \| 6 min 19 s \| \| 2e \| Jos van Emden \| Pays-Bas \| Rabobank \| + 5 s \| \| 3e \| Lars Boom \| Pays-Bas \| Rabobank \| + 6 s \| \| 4e \| Maarten Tjallingii \| Pays-Bas \| Rabobank \| + 6 s \| \| 5e \| Edvald Boasson Hagen \| Norvège \| Team Sky \| + 7 s \| \| 6e \| Geraint Thomas \| Royaume-Uni \| Team Sky \| + 7 s \| \| 7e \| Tony Martin \| Allemagne \| HTC-Columbia \| + 7 s \| \| 8e \| Alex Rasmussen \| Danemark \| Saxo Bank \| + 9 s \| \| 9e \| Richie Porte \| Australie \| Saxo Bank \| + 9 s \| \| 10e \| Jonathan Castroviejo \| Espagne \| Euskaltel-Euskadi \| + 10 s \| |                      |             |                    |            |
| |                      |             |                    |            |
| |                      |             |                    |            |
| Classement de l'étape |                      |             |                    |            |
| Coureur | Coureur              | Pays        | Équipe             | Temps      |
| 1er | Svein Tuft           | Canada      | Garmin-Transitions | 6 min 19 s |
| 2e | Jos van Emden        | Pays-Bas    | Rabobank           | + 5 s      |
| 3e | Lars Boom            | Pays-Bas    | Rabobank           | + 6 s      |
| 4e | Maarten Tjallingii   | Pays-Bas    | Rabobank           | + 6 s      |
| 5e | Edvald Boasson Hagen | Norvège     | Team Sky           | + 7 s      |
| 6e | Geraint Thomas       | Royaume-Uni | Team Sky           | + 7 s      |
| 7e | Tony Martin          | Allemagne   | HTC-Columbia       | + 7 s      |
| 8e | Alex Rasmussen       | Danemark    | Saxo Bank          | + 9 s      |
| 9e | Richie Porte         | Australie   | Saxo Bank          | + 9 s      |
| 10e | Jonathan Castroviejo | Espagne     | Euskaltel-Euskadi  | + 10 s     |

| \| Classement général \| Classement général \| Classement général \| Classement général \| Classement général \| \| Coureur \| Coureur \| Pays \| Équipe \| Temps \| \| ------------------ \| -------------------- \| ------------------ \| ------------------ \| ------------------ \| \| 1er \| Svein Tuft \| Canada \| Garmin-Transitions \| 6 min 19 s \| \| 2e \| Jos van Emden \| Pays-Bas \| Rabobank \| + 5 s \| \| 3e \| Lars Boom \| Pays-Bas \| Rabobank \| + 6 s \| \| 4e \| Maarten Tjallingii \| Pays-Bas \| Rabobank \| + 6 s \| \| 5e \| Edvald Boasson Hagen \| Norvège \| Team Sky \| + 7 s \| \| 6e \| Geraint Thomas \| Royaume-Uni \| Team Sky \| + 7 s \| \| 7e \| Tony Martin \| Allemagne \| HTC-Columbia \| + 7 s \| \| 8e \| Alex Rasmussen \| Danemark \| Saxo Bank \| + 9 s \| \| 9e \| Richie Porte \| Australie \| Saxo Bank \| + 9 s \| \| 10e \| Jonathan Castroviejo \| Espagne \| Euskaltel-Euskadi \| + 10 s \| |                      |             |                    |            |
| |                      |             |                    |            |
| |                      |             |                    |            |
| Classement général |                      |             |                    |            |
| Coureur | Coureur              | Pays        | Équipe             | Temps      |
| 1er | Svein Tuft           | Canada      | Garmin-Transitions | 6 min 19 s |
| 2e | Jos van Emden        | Pays-Bas    | Rabobank           | + 5 s      |
| 3e | Lars Boom            | Pays-Bas    | Rabobank           | + 6 s      |
| 4e | Maarten Tjallingii   | Pays-Bas    | Rabobank           | + 6 s      |
| 5e | Edvald Boasson Hagen | Norvège     | Team Sky           | + 7 s      |
| 6e | Geraint Thomas       | Royaume-Uni | Team Sky           | + 7 s      |
| 7e | Tony Martin          | Allemagne   | HTC-Columbia       | + 7 s      |
| 8e | Alex Rasmussen       | Danemark    | Saxo Bank          | + 9 s      |
| 9e | Richie Porte         | Australie   | Saxo Bank          | + 9 s      |
| 10e | Jonathan Castroviejo | Espagne     | Euskaltel-Euskadi  | + 10 s     |

### 1reétape
18 août 2010 – Steenwijk-Rhenen, 178 km
| \| Classement de l'étape \| Classement de l'étape \| Classement de l'étape \| Classement de l'étape \| Classement de l'étape \| \| Coureur \| Coureur \| Pays \| Équipe \| Temps \| \| --------------------- \| --------------------- \| --------------------- \| --------------------- \| --------------------- \| \| 1er \| Robbie McEwen \| Australie \| Katusha \| 4 h 16 min 34 s \| \| 2e \| Lucas Sebastián Haedo \| Argentine \| Saxo Bank \| + 0 s \| \| 3e \| Allan Davis \| Australie \| Astana \| + 0 s \| \| 4e \| Francesco Chicchi \| Italie \| Liquigas-Doimo \| + 0 s \| \| 5e \| Jürgen Roelandts \| Belgique \| Omega Pharma-Lotto \| + 0 s \| \| 6e \| Lieuwe Westra \| Pays-Bas \| Vacansoleil \| + 0 s \| \| 7e \| Yauheni Hutarovich \| Biélorussie \| FDJ \| + 0 s \| \| 8e \| José Iván Gutiérrez \| Espagne \| Caisse d'Épargne \| + 0 s \| \| 9e \| Christian Knees \| Allemagne \| Team Milram \| + 0 s \| \| 10e \| Maxime Vantomme \| Belgique \| Katusha \| + 0 s \| |                       |             |                    |                 |
| |                       |             |                    |                 |
| |                       |             |                    |                 |
| Classement de l'étape |                       |             |                    |                 |
| Coureur | Coureur               | Pays        | Équipe             | Temps           |
| 1er | Robbie McEwen         | Australie   | Katusha            | 4 h 16 min 34 s |
| 2e | Lucas Sebastián Haedo | Argentine   | Saxo Bank          | + 0 s           |
| 3e | Allan Davis           | Australie   | Astana             | + 0 s           |
| 4e | Francesco Chicchi     | Italie      | Liquigas-Doimo     | + 0 s           |
| 5e | Jürgen Roelandts      | Belgique    | Omega Pharma-Lotto | + 0 s           |
| 6e | Lieuwe Westra         | Pays-Bas    | Vacansoleil        | + 0 s           |
| 7e | Yauheni Hutarovich    | Biélorussie | FDJ                | + 0 s           |
| 8e | José Iván Gutiérrez   | Espagne     | Caisse d'Épargne   | + 0 s           |
| 9e | Christian Knees       | Allemagne   | Team Milram        | + 0 s           |
| 10e | Maxime Vantomme       | Belgique    | Katusha            | + 0 s           |

| \| Classement général \| Classement général \| Classement général \| Classement général \| Classement général \| \| Coureur \| Coureur \| Pays \| Équipe \| Temps \| \| ------------------ \| -------------------- \| ------------------ \| ------------------ \| ------------------ \| \| 1er \| Svein Tuft \| Canada \| Garmin-Transitions \| 4 h 22 min 52 s \| \| 2e \| Jos van Emden \| Pays-Bas \| Rabobank \| + 5 s \| \| 3e \| Lars Boom \| Pays-Bas \| Rabobank \| + 6 s \| \| 4e \| Maarten Tjallingii \| Pays-Bas \| Rabobank \| + 6 s \| \| 5e \| Edvald Boasson Hagen \| Norvège \| Team Sky \| + 7 s \| \| 6e \| Tony Martin \| Allemagne \| HTC-Columbia \| + 7 s \| \| 7e \| Richie Porte \| Australie \| Saxo Bank \| + 9 s \| \| 8e \| Christian Knees \| Allemagne \| Team Milram \| + 11 s \| \| 9e \| Patrick Gretsch \| Allemagne \| HTC-Columbia \| + 12 s \| \| 10e \| Greg Henderson \| Nouvelle-Zélande \| Team Sky \| + 12 s \| |                      |                  |                    |                 |
| |                      |                  |                    |                 |
| |                      |                  |                    |                 |
| Classement général |                      |                  |                    |                 |
| Coureur | Coureur              | Pays             | Équipe             | Temps           |
| 1er | Svein Tuft           | Canada           | Garmin-Transitions | 4 h 22 min 52 s |
| 2e | Jos van Emden        | Pays-Bas         | Rabobank           | + 5 s           |
| 3e | Lars Boom            | Pays-Bas         | Rabobank           | + 6 s           |
| 4e | Maarten Tjallingii   | Pays-Bas         | Rabobank           | + 6 s           |
| 5e | Edvald Boasson Hagen | Norvège          | Team Sky           | + 7 s           |
| 6e | Tony Martin          | Allemagne        | HTC-Columbia       | + 7 s           |
| 7e | Richie Porte         | Australie        | Saxo Bank          | + 9 s           |
| 8e | Christian Knees      | Allemagne        | Team Milram        | + 11 s          |
| 9e | Patrick Gretsch      | Allemagne        | HTC-Columbia       | + 12 s          |
| 10e | Greg Henderson       | Nouvelle-Zélande | Team Sky           | + 12 s          |

### 2eétape
19 août 2010 – Sint Willebrord-Ardooie, 198,5 km
| \| Classement de l'étape \| Classement de l'étape \| Classement de l'étape \| Classement de l'étape \| Classement de l'étape \| \| Coureur \| Coureur \| Pays \| Équipe \| Temps \| \| --------------------- \| --------------------- \| --------------------- \| --------------------- \| --------------------- \| \| 1er \| André Greipel \| Allemagne \| HTC-Columbia \| 4 h 46 min 50 s \| \| 2e \| Robbie McEwen \| Australie \| Katusha \| + 0 s \| \| 3e \| Edvald Boasson Hagen \| Norvège \| Team Sky \| + 0 s \| \| 4e \| Lucas Sebastián Haedo \| Argentine \| Saxo Bank \| + 0 s \| \| 5e \| Yauheni Hutarovich \| Biélorussie \| FDJ \| + 0 s \| \| 6e \| Enrique Mata \| Espagne \| Footon-Servetto \| + 0 s \| \| 7e \| Wouter Weylandt \| Belgique \| Quick Step \| + 0 s \| \| 8e \| Francesco Chicchi \| Italie \| Liquigas-Doimo \| + 0 s \| \| 9e \| Allan Davis \| Australie \| Astana \| + 0 s \| \| 10e \| Kenny Dehaes \| Belgique \| Omega Pharma-Lotto \| + 0 s \| |                       |             |                    |                 |
| |                       |             |                    |                 |
| |                       |             |                    |                 |
| Classement de l'étape |                       |             |                    |                 |
| Coureur | Coureur               | Pays        | Équipe             | Temps           |
| 1er | André Greipel         | Allemagne   | HTC-Columbia       | 4 h 46 min 50 s |
| 2e | Robbie McEwen         | Australie   | Katusha            | + 0 s           |
| 3e | Edvald Boasson Hagen  | Norvège     | Team Sky           | + 0 s           |
| 4e | Lucas Sebastián Haedo | Argentine   | Saxo Bank          | + 0 s           |
| 5e | Yauheni Hutarovich    | Biélorussie | FDJ                | + 0 s           |
| 6e | Enrique Mata          | Espagne     | Footon-Servetto    | + 0 s           |
| 7e | Wouter Weylandt       | Belgique    | Quick Step         | + 0 s           |
| 8e | Francesco Chicchi     | Italie      | Liquigas-Doimo     | + 0 s           |
| 9e | Allan Davis           | Australie   | Astana             | + 0 s           |
| 10e | Kenny Dehaes          | Belgique    | Omega Pharma-Lotto | + 0 s           |

| \| Classement général \| Classement général \| Classement général \| Classement général \| Classement général \| \| Coureur \| Coureur \| Pays \| Équipe \| Temps \| \| ------------------ \| -------------------- \| ------------------ \| ------------------ \| ------------------ \| \| 1er \| Svein Tuft \| Canada \| Garmin-Transitions \| 9 h 09 min 42 s \| \| 2e \| Edvald Boasson Hagen \| Norvège \| Team Sky \| + 3 s \| \| 3e \| André Greipel \| Allemagne \| HTC-Columbia \| + 4 s \| \| 4e \| Jos van Emden \| Pays-Bas \| Rabobank \| + 5 s \| \| 5e \| Lars Boom \| Pays-Bas \| Rabobank \| + 6 s \| \| 6e \| Maarten Tjallingii \| Pays-Bas \| Rabobank \| + 6 s \| \| 7e \| Tony Martin \| Allemagne \| HTC-Columbia \| + 7 s \| \| 8e \| Richie Porte \| Australie \| Saxo Bank \| + 9 s \| \| 9e \| Christian Knees \| Allemagne \| Team Milram \| + 11 s \| \| 10e \| Patrick Gretsch \| Allemagne \| HTC-Columbia \| + 12 s \| |                      |           |                    |                 |
| |                      |           |                    |                 |
| |                      |           |                    |                 |
| Classement général |                      |           |                    |                 |
| Coureur | Coureur              | Pays      | Équipe             | Temps           |
| 1er | Svein Tuft           | Canada    | Garmin-Transitions | 9 h 09 min 42 s |
| 2e | Edvald Boasson Hagen | Norvège   | Team Sky           | + 3 s           |
| 3e | André Greipel        | Allemagne | HTC-Columbia       | + 4 s           |
| 4e | Jos van Emden        | Pays-Bas  | Rabobank           | + 5 s           |
| 5e | Lars Boom            | Pays-Bas  | Rabobank           | + 6 s           |
| 6e | Maarten Tjallingii   | Pays-Bas  | Rabobank           | + 6 s           |
| 7e | Tony Martin          | Allemagne | HTC-Columbia       | + 7 s           |
| 8e | Richie Porte         | Australie | Saxo Bank          | + 9 s           |
| 9e | Christian Knees      | Allemagne | Team Milram        | + 11 s          |
| 10e | Patrick Gretsch      | Allemagne | HTC-Columbia       | + 12 s          |

### 3eétape
20 août 2010 - Renaix-Renaix, 191,8 km
| \| Classement de l'étape \| Classement de l'étape \| Classement de l'étape \| Classement de l'étape \| Classement de l'étape \| \| Coureur \| Coureur \| Pays \| Équipe \| Temps \| \| --------------------- \| --------------------- \| --------------------- \| ---------------------------- \| --------------------- \| \| 1er \| Koos Moerenhout \| Pays-Bas \| Rabobank \| 4 h 35 min 51 s \| \| 2e \| Tony Martin \| Allemagne \| HTC-Columbia \| + 0 s \| \| 3e \| Allan Davis \| Australie \| Astana \| + 1 min 24 s \| \| 4e \| Edvald Boasson Hagen \| Norvège \| Team Sky \| + 1 min 24 s \| \| 5e \| Jürgen Roelandts \| Belgique \| Omega Pharma-Lotto \| + 1 min 24 s \| \| 6e \| Sep Vanmarcke \| Belgique \| Topsport Vlaanderen-Mercator \| + 1 min 24 s \| \| 7e \| Gorka Izagirre \| Espagne \| Euskaltel-Euskadi \| + 1 min 24 s \| \| 8e \| José Iván Gutiérrez \| Espagne \| Caisse d'Épargne \| + 1 min 24 s \| \| 9e \| Sergueï Lagoutine \| Ouzbekistan \| Vacansoleil \| + 1 min 24 s \| \| 10e \| Stijn Vandenbergh \| Belgique \| Katusha \| + 1 min 24 s \| |                      |             |                              |                 |
| |                      |             |                              |                 |
| |                      |             |                              |                 |
| Classement de l'étape |                      |             |                              |                 |
| Coureur | Coureur              | Pays        | Équipe                       | Temps           |
| 1er | Koos Moerenhout      | Pays-Bas    | Rabobank                     | 4 h 35 min 51 s |
| 2e | Tony Martin          | Allemagne   | HTC-Columbia                 | + 0 s           |
| 3e | Allan Davis          | Australie   | Astana                       | + 1 min 24 s    |
| 4e | Edvald Boasson Hagen | Norvège     | Team Sky                     | + 1 min 24 s    |
| 5e | Jürgen Roelandts     | Belgique    | Omega Pharma-Lotto           | + 1 min 24 s    |
| 6e | Sep Vanmarcke        | Belgique    | Topsport Vlaanderen-Mercator | + 1 min 24 s    |
| 7e | Gorka Izagirre       | Espagne     | Euskaltel-Euskadi            | + 1 min 24 s    |
| 8e | José Iván Gutiérrez  | Espagne     | Caisse d'Épargne             | + 1 min 24 s    |
| 9e | Sergueï Lagoutine    | Ouzbekistan | Vacansoleil                  | + 1 min 24 s    |
| 10e | Stijn Vandenbergh    | Belgique    | Katusha                      | + 1 min 24 s    |

| \| Classement général \| Classement général \| Classement général \| Classement général \| Classement général \| \| Coureur \| Coureur \| Pays \| Équipe \| Temps \| \| ------------------ \| -------------------- \| ------------------ \| ------------------ \| ------------------ \| \| 1er \| Tony Martin \| Allemagne \| HTC-Columbia \| 13 h 45 min 31 s \| \| 2e \| Koos Moerenhout \| Pays-Bas \| Rabobank \| + 10 s \| \| 3e \| Svein Tuft \| Canada \| Garmin-Transitions \| + 1 min 26 s \| \| 4e \| Edvald Boasson Hagen \| Norvège \| Team Sky \| + 1 min 28 s \| \| 5e \| Lars Boom \| Pays-Bas \| Rabobank \| + 1 min 32 s \| \| 6e \| Richie Porte \| Australie \| Saxo Bank \| + 1 min 35 s \| \| 7e \| Christian Knees \| Allemagne \| Team Milram \| + 1 min 38 s \| \| 8e \| José Iván Gutiérrez \| Espagne \| Caisse d'Épargne \| + 1 min 39 s \| \| 9e \| Dominique Cornu \| Belgique \| Skil-Shimano \| + 1 min 39 s \| \| 10e \| Jürgen Roelandts \| Belgique \| Omega Pharma-Lotto \| + 1 min 42 s \| |                      |           |                    |                  |
| |                      |           |                    |                  |
| |                      |           |                    |                  |
| Classement général |                      |           |                    |                  |
| Coureur | Coureur              | Pays      | Équipe             | Temps            |
| 1er | Tony Martin          | Allemagne | HTC-Columbia       | 13 h 45 min 31 s |
| 2e | Koos Moerenhout      | Pays-Bas  | Rabobank           | + 10 s           |
| 3e | Svein Tuft           | Canada    | Garmin-Transitions | + 1 min 26 s     |
| 4e | Edvald Boasson Hagen | Norvège   | Team Sky           | + 1 min 28 s     |
| 5e | Lars Boom            | Pays-Bas  | Rabobank           | + 1 min 32 s     |
| 6e | Richie Porte         | Australie | Saxo Bank          | + 1 min 35 s     |
| 7e | Christian Knees      | Allemagne | Team Milram        | + 1 min 38 s     |
| 8e | José Iván Gutiérrez  | Espagne   | Caisse d'Épargne   | + 1 min 39 s     |
| 9e | Dominique Cornu      | Belgique  | Skil-Shimano       | + 1 min 39 s     |
| 10e | Jürgen Roelandts     | Belgique  | Omega Pharma-Lotto | + 1 min 42 s     |

### 4eétape
21 août 2010 - Hautem-Saint-Liévin-Ruremonde, 214,4 km
| \| Classement de l'étape \| Classement de l'étape \| Classement de l'étape \| Classement de l'étape \| Classement de l'étape \| \| Coureur \| Coureur \| Pays \| Équipe \| Temps \| \| --------------------- \| --------------------- \| --------------------- \| ---------------------------- \| --------------------- \| \| 1er \| Greg Henderson \| Nouvelle-Zélande \| Team Sky \| 4 h 46 min 46 s \| \| 2e \| Kenny van Hummel \| Pays-Bas \| Skil-Shimano \| + 0 s \| \| 3e \| Edvald Boasson Hagen \| Norvège \| Team Sky \| + 0 s \| \| 4e \| Alex Rasmussen \| Danemark \| Saxo Bank \| + 0 s \| \| 5e \| Robbie McEwen \| Australie \| Katusha \| + 0 s \| \| 6e \| Jürgen Roelandts \| Belgique \| Omega Pharma-Lotto \| + 0 s \| \| 7e \| Gert Steegmans \| Belgique \| Team RadioShack \| + 0 s \| \| 8e \| Elia Viviani \| Italie \| Liquigas-Doimo \| + 0 s \| \| 9e \| Michael Van Staeyen \| Belgique \| Topsport Vlaanderen-Mercator \| + 0 s \| \| 10e \| Allan Davis \| Australie \| Astana \| + 0 s \| |                      |                  |                              |                 |
| |                      |                  |                              |                 |
| |                      |                  |                              |                 |
| Classement de l'étape |                      |                  |                              |                 |
| Coureur | Coureur              | Pays             | Équipe                       | Temps           |
| 1er | Greg Henderson       | Nouvelle-Zélande | Team Sky                     | 4 h 46 min 46 s |
| 2e | Kenny van Hummel     | Pays-Bas         | Skil-Shimano                 | + 0 s           |
| 3e | Edvald Boasson Hagen | Norvège          | Team Sky                     | + 0 s           |
| 4e | Alex Rasmussen       | Danemark         | Saxo Bank                    | + 0 s           |
| 5e | Robbie McEwen        | Australie        | Katusha                      | + 0 s           |
| 6e | Jürgen Roelandts     | Belgique         | Omega Pharma-Lotto           | + 0 s           |
| 7e | Gert Steegmans       | Belgique         | Team RadioShack              | + 0 s           |
| 8e | Elia Viviani         | Italie           | Liquigas-Doimo               | + 0 s           |
| 9e | Michael Van Staeyen  | Belgique         | Topsport Vlaanderen-Mercator | + 0 s           |
| 10e | Allan Davis          | Australie        | Astana                       | + 0 s           |

| \| Classement général \| Classement général \| Classement général \| Classement général \| Classement général \| \| Coureur \| Coureur \| Pays \| Équipe \| Temps \| \| ------------------ \| -------------------- \| ------------------ \| ------------------ \| ------------------ \| \| 1er \| Tony Martin \| Allemagne \| HTC-Columbia \| 18 h 32 min 17 s \| \| 2e \| Koos Moerenhout \| Pays-Bas \| Rabobank \| + 10 s \| \| 3e \| Edvald Boasson Hagen \| Norvège \| Team Sky \| + 1 min 24 s \| \| 4e \| Svein Tuft \| Canada \| Garmin-Transitions \| + 1 min 26 s \| \| 5e \| Lars Boom \| Pays-Bas \| Rabobank \| + 1 min 32 s \| \| 6e \| Richie Porte \| Australie \| Saxo Bank \| + 1 min 35 s \| \| 7e \| Dominique Cornu \| Belgique \| Skil-Shimano \| + 1 min 39 s \| \| 8e \| Jürgen Roelandts \| Belgique \| Omega Pharma-Lotto \| + 1 min 42 s \| \| 9e \| Andreas Klöden \| Allemagne \| Team RadioShack \| + 1 min 43 s \| \| 10e \| Daniel Oss \| Italie \| Liquigas-Doimo \| + 1 min 43 s \| |                      |           |                    |                  |
| |                      |           |                    |                  |
| |                      |           |                    |                  |
| Classement général |                      |           |                    |                  |
| Coureur | Coureur              | Pays      | Équipe             | Temps            |
| 1er | Tony Martin          | Allemagne | HTC-Columbia       | 18 h 32 min 17 s |
| 2e | Koos Moerenhout      | Pays-Bas  | Rabobank           | + 10 s           |
| 3e | Edvald Boasson Hagen | Norvège   | Team Sky           | + 1 min 24 s     |
| 4e | Svein Tuft           | Canada    | Garmin-Transitions | + 1 min 26 s     |
| 5e | Lars Boom            | Pays-Bas  | Rabobank           | + 1 min 32 s     |
| 6e | Richie Porte         | Australie | Saxo Bank          | + 1 min 35 s     |
| 7e | Dominique Cornu      | Belgique  | Skil-Shimano       | + 1 min 39 s     |
| 8e | Jürgen Roelandts     | Belgique  | Omega Pharma-Lotto | + 1 min 42 s     |
| 9e | Andreas Klöden       | Allemagne | Team RadioShack    | + 1 min 43 s     |
| 10e | Daniel Oss           | Italie    | Liquigas-Doimo     | + 1 min 43 s     |

### 5eétape
22 août 2010 - Ruremonde-Sittard, 204 km
| \| Classement de l'étape \| Classement de l'étape \| Classement de l'étape \| Classement de l'étape \| Classement de l'étape \| \| Coureur \| Coureur \| Pays \| Équipe \| Temps \| \| --------------------- \| --------------------- \| --------------------- \| ---------------------------- \| --------------------- \| \| 1er \| Jack Bobridge \| Australie \| Garmin-Transitions \| 4 h 48 min 25 s \| \| 2e \| Rubén Pérez \| Espagne \| Euskaltel-Euskadi \| + 4 s \| \| 3e \| Thomas De Gendt \| Belgique \| Topsport Vlaanderen-Mercator \| + 4 s \| \| 4e \| Michael Van Staeyen \| Belgique \| Topsport Vlaanderen-Mercator \| + 4 s \| \| 5e \| Gorik Gardeyn \| Belgique \| Vacansoleil \| + 4 s \| \| 6e \| Dominik Nerz \| Allemagne \| Team Milram \| + 8 s \| \| 7e \| Gert Steegmans \| Belgique \| Team RadioShack \| + 15 s \| \| 8e \| Borut Božič \| Slovénie \| Vacansoleil \| + 15 s \| \| 9e \| Lucas Sebastián Haedo \| Argentine \| Saxo Bank \| + 15 s \| \| 10e \| Sergueï Lagoutine \| Ouzbekistan \| Vacansoleil \| + 15 s \| |                       |             |                              |                 |
| |                       |             |                              |                 |
| |                       |             |                              |                 |
| Classement de l'étape |                       |             |                              |                 |
| Coureur | Coureur               | Pays        | Équipe                       | Temps           |
| 1er | Jack Bobridge         | Australie   | Garmin-Transitions           | 4 h 48 min 25 s |
| 2e | Rubén Pérez           | Espagne     | Euskaltel-Euskadi            | + 4 s           |
| 3e | Thomas De Gendt       | Belgique    | Topsport Vlaanderen-Mercator | + 4 s           |
| 4e | Michael Van Staeyen   | Belgique    | Topsport Vlaanderen-Mercator | + 4 s           |
| 5e | Gorik Gardeyn         | Belgique    | Vacansoleil                  | + 4 s           |
| 6e | Dominik Nerz          | Allemagne   | Team Milram                  | + 8 s           |
| 7e | Gert Steegmans        | Belgique    | Team RadioShack              | + 15 s          |
| 8e | Borut Božič           | Slovénie    | Vacansoleil                  | + 15 s          |
| 9e | Lucas Sebastián Haedo | Argentine   | Saxo Bank                    | + 15 s          |
| 10e | Sergueï Lagoutine     | Ouzbekistan | Vacansoleil                  | + 15 s          |

| \| Classement général \| Classement général \| Classement général \| Classement général \| Classement général \| \| Coureur \| Coureur \| Pays \| Équipe \| Temps \| \| ------------------ \| -------------------- \| ------------------ \| ------------------ \| ------------------ \| \| 1er \| Tony Martin \| Allemagne \| HTC-Columbia \| 23 h 18 min 10 s \| \| 2e \| Koos Moerenhout \| Pays-Bas \| Rabobank \| + 10 s \| \| 3e \| Edvald Boasson Hagen \| Norvège \| Team Sky \| + 1 min 24 s \| \| 4e \| Svein Tuft \| Canada \| Garmin-Transitions \| + 1 min 26 s \| \| 5e \| Lars Boom \| Pays-Bas \| Rabobank \| + 1 min 32 s \| \| 6e \| Richie Porte \| Australie \| Saxo Bank \| + 1 min 35 s \| \| 7e \| Dominique Cornu \| Belgique \| Skil-Shimano \| + 1 min 39 s \| \| 8e \| Jürgen Roelandts \| Belgique \| Omega Pharma-Lotto \| + 1 min 42 s \| \| 9e \| Andreas Klöden \| Allemagne \| Team RadioShack \| + 1 min 43 s \| \| 10e \| Daniel Oss \| Italie \| Liquigas-Doimo \| + 1 min 43 s \| |                      |           |                    |                  |
| |                      |           |                    |                  |
| |                      |           |                    |                  |
| Classement général |                      |           |                    |                  |
| Coureur | Coureur              | Pays      | Équipe             | Temps            |
| 1er | Tony Martin          | Allemagne | HTC-Columbia       | 23 h 18 min 10 s |
| 2e | Koos Moerenhout      | Pays-Bas  | Rabobank           | + 10 s           |
| 3e | Edvald Boasson Hagen | Norvège   | Team Sky           | + 1 min 24 s     |
| 4e | Svein Tuft           | Canada    | Garmin-Transitions | + 1 min 26 s     |
| 5e | Lars Boom            | Pays-Bas  | Rabobank           | + 1 min 32 s     |
| 6e | Richie Porte         | Australie | Saxo Bank          | + 1 min 35 s     |
| 7e | Dominique Cornu      | Belgique  | Skil-Shimano       | + 1 min 39 s     |
| 8e | Jürgen Roelandts     | Belgique  | Omega Pharma-Lotto | + 1 min 42 s     |
| 9e | Andreas Klöden       | Allemagne | Team RadioShack    | + 1 min 43 s     |
| 10e | Daniel Oss           | Italie    | Liquigas-Doimo     | + 1 min 43 s     |

### 6eétape
23 août 2010 - Bilzen -Heers, 205,6 km
| \| Classement de l'étape \| Classement de l'étape \| Classement de l'étape \| Classement de l'étape \| Classement de l'étape \| \| Coureur \| Coureur \| Pays \| Équipe \| Temps \| \| --------------------- \| --------------------- \| --------------------- \| --------------------- \| --------------------- \| \| 1er \| André Greipel \| Allemagne \| HTC-Columbia \| 5 h 12 min 25 s \| \| 2e \| Jürgen Roelandts \| Belgique \| Omega Pharma-Lotto \| + 0 s \| \| 3e \| Edvald Boasson Hagen \| Norvège \| Team Sky \| + 0 s \| \| 4e \| Elia Viviani \| Italie \| Liquigas-Doimo \| + 0 s \| \| 5e \| Lucas Sebastián Haedo \| Argentine \| Saxo Bank \| + 0 s \| \| 6e \| Koen de Kort \| Pays-Bas \| Skil-Shimano \| + 0 s \| \| 7e \| Daniel Oss \| Italie \| Liquigas-Doimo \| + 0 s \| \| 8e \| Tony Martin \| Allemagne \| HTC-Columbia \| + 0 s \| \| 9e \| Maxime Vantomme \| Belgique \| Katusha \| + 0 s \| \| 10e \| Iñaki Isasi \| Espagne \| Euskaltel-Euskadi \| + 0 s \| |                       |           |                    |                 |
| |                       |           |                    |                 |
| |                       |           |                    |                 |
| Classement de l'étape |                       |           |                    |                 |
| Coureur | Coureur               | Pays      | Équipe             | Temps           |
| 1er | André Greipel         | Allemagne | HTC-Columbia       | 5 h 12 min 25 s |
| 2e | Jürgen Roelandts      | Belgique  | Omega Pharma-Lotto | + 0 s           |
| 3e | Edvald Boasson Hagen  | Norvège   | Team Sky           | + 0 s           |
| 4e | Elia Viviani          | Italie    | Liquigas-Doimo     | + 0 s           |
| 5e | Lucas Sebastián Haedo | Argentine | Saxo Bank          | + 0 s           |
| 6e | Koen de Kort          | Pays-Bas  | Skil-Shimano       | + 0 s           |
| 7e | Daniel Oss            | Italie    | Liquigas-Doimo     | + 0 s           |
| 8e | Tony Martin           | Allemagne | HTC-Columbia       | + 0 s           |
| 9e | Maxime Vantomme       | Belgique  | Katusha            | + 0 s           |
| 10e | Iñaki Isasi           | Espagne   | Euskaltel-Euskadi  | + 0 s           |

| \| Classement général \| Classement général \| Classement général \| Classement général \| Classement général \| \| Coureur \| Coureur \| Pays \| Équipe \| Temps \| \| ------------------ \| -------------------- \| ------------------ \| ------------------ \| ------------------ \| \| 1er \| Tony Martin \| Allemagne \| HTC-Columbia \| 28 h 30 min 33 s \| \| 2e \| Koos Moerenhout \| Pays-Bas \| Rabobank \| + 11 s \| \| 3e \| Edvald Boasson Hagen \| Norvège \| Team Sky \| + 1 min 22 s \| \| 4e \| Svein Tuft \| Canada \| Garmin-Transitions \| + 1 min 28 s \| \| 5e \| Lars Boom \| Pays-Bas \| Rabobank \| + 1 min 31 s \| \| 6e \| Richie Porte \| Australie \| Saxo Bank \| + 1 min 37 s \| \| 7e \| Jürgen Roelandts \| Belgique \| Omega Pharma-Lotto \| + 1 min 38 s \| \| 8e \| Dominique Cornu \| Belgique \| Skil-Shimano \| + 1 min 41 s \| \| 9e \| Andreas Klöden \| Allemagne \| Team RadioShack \| + 1 min 45 s \| \| 10e \| Daniel Oss \| Italie \| Liquigas-Doimo \| + 1 min 45 s \| |                      |           |                    |                  |
| |                      |           |                    |                  |
| |                      |           |                    |                  |
| Classement général |                      |           |                    |                  |
| Coureur | Coureur              | Pays      | Équipe             | Temps            |
| 1er | Tony Martin          | Allemagne | HTC-Columbia       | 28 h 30 min 33 s |
| 2e | Koos Moerenhout      | Pays-Bas  | Rabobank           | + 11 s           |
| 3e | Edvald Boasson Hagen | Norvège   | Team Sky           | + 1 min 22 s     |
| 4e | Svein Tuft           | Canada    | Garmin-Transitions | + 1 min 28 s     |
| 5e | Lars Boom            | Pays-Bas  | Rabobank           | + 1 min 31 s     |
| 6e | Richie Porte         | Australie | Saxo Bank          | + 1 min 37 s     |
| 7e | Jürgen Roelandts     | Belgique  | Omega Pharma-Lotto | + 1 min 38 s     |
| 8e | Dominique Cornu      | Belgique  | Skil-Shimano       | + 1 min 41 s     |
| 9e | Andreas Klöden       | Allemagne | Team RadioShack    | + 1 min 45 s     |
| 10e | Daniel Oss           | Italie    | Liquigas-Doimo     | + 1 min 45 s     |

### 7eétape
24 août 2010 - Genk, 16,9 km
| \| Classement de l'étape \| Classement de l'étape \| Classement de l'étape \| Classement de l'étape \| Classement de l'étape \| \| Coureur \| Coureur \| Pays \| Équipe \| Temps \| \| --------------------- \| --------------------- \| --------------------- \| --------------------- \| --------------------- \| \| 1er \| Tony Martin \| Allemagne \| HTC-Columbia \| 20 min 24 s \| \| 2e \| Maarten Tjallingii \| Pays-Bas \| Rabobank \| + 6 s \| \| 3e \| Alex Rasmussen \| Danemark \| Saxo Bank \| + 9 s \| \| 4e \| Richie Porte \| Australie \| Saxo Bank \| + 20 s \| \| 5e \| Koos Moerenhout \| Pays-Bas \| Rabobank \| + 20 s \| \| 6e \| Edvald Boasson Hagen \| Norvège \| Team Sky \| + 24 s \| \| 7e \| Jos van Emden \| Pays-Bas \| Rabobank \| + 24 s \| \| 8e \| Jonathan Castroviejo \| Espagne \| Euskaltel-Euskadi \| + 27 s \| \| 9e \| Andreas Klöden \| Allemagne \| Team RadioShack \| + 33 s \| \| 10e \| Svein Tuft \| Canada \| Garmin-Transitions \| + 36 s \| |                      |           |                    |             |
| |                      |           |                    |             |
| |                      |           |                    |             |
| Classement de l'étape |                      |           |                    |             |
| Coureur | Coureur              | Pays      | Équipe             | Temps       |
| 1er | Tony Martin          | Allemagne | HTC-Columbia       | 20 min 24 s |
| 2e | Maarten Tjallingii   | Pays-Bas  | Rabobank           | + 6 s       |
| 3e | Alex Rasmussen       | Danemark  | Saxo Bank          | + 9 s       |
| 4e | Richie Porte         | Australie | Saxo Bank          | + 20 s      |
| 5e | Koos Moerenhout      | Pays-Bas  | Rabobank           | + 20 s      |
| 6e | Edvald Boasson Hagen | Norvège   | Team Sky           | + 24 s      |
| 7e | Jos van Emden        | Pays-Bas  | Rabobank           | + 24 s      |
| 8e | Jonathan Castroviejo | Espagne   | Euskaltel-Euskadi  | + 27 s      |
| 9e | Andreas Klöden       | Allemagne | Team RadioShack    | + 33 s      |
| 10e | Svein Tuft           | Canada    | Garmin-Transitions | + 36 s      |

## Classements finals
| \| Classement général \| Classement général \| Classement général \| Classement général \| Classement général \| \| Coureur \| Coureur \| Pays \| Équipe \| Temps \| \| ------------------ \| -------------------- \| ------------------ \| ------------------ \| ------------------ \| \| 1er \| Tony Martin \| Allemagne \| HTC-Columbia \| 28 h 50 min 57 s \| \| 2e \| Koos Moerenhout \| Pays-Bas \| Rabobank \| + 31 s \| \| 3e \| Edvald Boasson Hagen \| Norvège \| Team Sky \| + 1 min 46 s \| \| 4e \| Richie Porte \| Australie \| Saxo Bank \| + 1 min 57 s \| \| 5e \| Svein Tuft \| Canada \| Garmin-Transitions \| + 2 min 04 s \| \| 6e \| Lars Boom \| Pays-Bas \| Rabobank \| + 2 min 11 s \| \| 7e \| Maarten Tjallingii \| Pays-Bas \| Rabobank \| + 2 min 17 s \| \| 8e \| Andreas Klöden \| Allemagne \| Team RadioShack \| + 2 min 18 s \| \| 9e \| Dominique Cornu \| Belgique \| Skil-Shimano \| + 2 min 35 s \| \| 10e \| Jürgen Roelandts \| Belgique \| Omega Pharma-Lotto \| + 2 min 37 s \| |                      |           |                    |                  |
| |                      |           |                    |                  |
| Source : ProCyclingStats |                      |           |                    |                  |
| Classement général |                      |           |                    |                  |
| Coureur | Coureur              | Pays      | Équipe             | Temps            |
| 1er | Tony Martin          | Allemagne | HTC-Columbia       | 28 h 50 min 57 s |
| 2e | Koos Moerenhout      | Pays-Bas  | Rabobank           | + 31 s           |
| 3e | Edvald Boasson Hagen | Norvège   | Team Sky           | + 1 min 46 s     |
| 4e | Richie Porte         | Australie | Saxo Bank          | + 1 min 57 s     |
| 5e | Svein Tuft           | Canada    | Garmin-Transitions | + 2 min 04 s     |
| 6e | Lars Boom            | Pays-Bas  | Rabobank           | + 2 min 11 s     |
| 7e | Maarten Tjallingii   | Pays-Bas  | Rabobank           | + 2 min 17 s     |
| 8e | Andreas Klöden       | Allemagne | Team RadioShack    | + 2 min 18 s     |
| 9e | Dominique Cornu      | Belgique  | Skil-Shimano       | + 2 min 35 s     |
| 10e | Jürgen Roelandts     | Belgique  | Omega Pharma-Lotto | + 2 min 37 s     |

| Classement par points | Classement par points | Classement par points | Classement par points        | Classement par points |
| Coureur               | Coureur               | Pays                  | Équipe                       | Points                |
| --------------------- | --------------------- | --------------------- | ---------------------------- | --------------------- |
| 1er                   | Edvald Boasson Hagen  | Norvège               | Team Sky                     | 103 pts               |
| 2e                    | Robbie McEwen         | Australie             | Katusha                      | 80 pts                |
| 3e                    | Tony Martin           | Allemagne             | HTC-Columbia                 | 80 pts                |
| 4e                    | André Greipel         | Allemagne             | HTC-Columbia                 | 79 pts                |
| 5e                    | Jürgen Roelandts      | Belgique              | Omega Pharma-Lotto           | 74 pts                |
| 6e                    | Lucas Sebastián Haedo | Argentine             | Saxo Bank                    | 72 pts                |
| 7e                    | Koos Moerenhout       | Pays-Bas              | Rabobank                     | 55 pts                |
| 8e                    | Thomas De Gendt       | Belgique              | Topsport Vlaanderen-Mercator | 46 pts                |
| 9e                    | Alex Rasmussen        | Danemark              | Saxo Bank                    | 41 pts                |
| 10e                   | Jack Bobridge         | Australie             | Garmin-Transitions           | 35 pts                |

| Classement par points | Classement par points | Classement par points | Classement par points        | Classement par points |
| Coureur               | Coureur               | Pays                  | Équipe                       | Points                |
| --------------------- | --------------------- | --------------------- | ---------------------------- | --------------------- |
| 1er                   | Edvald Boasson Hagen  | Norvège               | Team Sky                     | 103 pts               |
| 2e                    | Robbie McEwen         | Australie             | Katusha                      | 80 pts                |
| 3e                    | Tony Martin           | Allemagne             | HTC-Columbia                 | 80 pts                |
| 4e                    | André Greipel         | Allemagne             | HTC-Columbia                 | 79 pts                |
| 5e                    | Jürgen Roelandts      | Belgique              | Omega Pharma-Lotto           | 74 pts                |
| 6e                    | Lucas Sebastián Haedo | Argentine             | Saxo Bank                    | 72 pts                |
| 7e                    | Koos Moerenhout       | Pays-Bas              | Rabobank                     | 55 pts                |
| 8e                    | Thomas De Gendt       | Belgique              | Topsport Vlaanderen-Mercator | 46 pts                |
| 9e                    | Alex Rasmussen        | Danemark              | Saxo Bank                    | 41 pts                |
| 10e                   | Jack Bobridge         | Australie             | Garmin-Transitions           | 35 pts                |

| Classement du meilleur jeune | Classement du meilleur jeune | Classement du meilleur jeune | Classement du meilleur jeune | Classement du meilleur jeune |
| Coureur                      | Coureur                      | Pays                         | Équipe                       | Temps                        |
| ---------------------------- | ---------------------------- | ---------------------------- | ---------------------------- | ---------------------------- |
| 1er                          | Tony Martin                  | Allemagne                    | HTC-Columbia                 | 28 h 50 min 57 s             |
| 2e                           | Edvald Boasson Hagen         | Norvège                      | Team Sky                     | + 1 min 46 s                 |
| 3e                           | Richie Porte                 | Australie                    | Saxo Bank                    | + 1 min 57 s                 |
| 4e                           | Lars Boom                    | Pays-Bas                     | Rabobank                     | + 2 min 11 s                 |
| 5e                           | Dominique Cornu              | Belgique                     | Skil-Shimano                 | + 2 min 35 s                 |
| 6e                           | Jürgen Roelandts             | Belgique                     | Omega Pharma-Lotto           | + 2 min 37 s                 |
| 7e                           | Simon Špilak                 | Slovénie                     | Lampre-Farnese Vini          | + 2 min 44 s                 |
| 8e                           | Tiago Machado                | Portugal                     | Team RadioShack              | + 2 min 50 s                 |
| 9e                           | Jos van Emden                | Pays-Bas                     | Rabobank                     | + 2 min 56 s                 |
| 10e                          | Daniel Oss                   | Italie                       | Liquigas-Doimo               | + 3 min 06 s                 |

| Classement du meilleur jeune | Classement du meilleur jeune | Classement du meilleur jeune | Classement du meilleur jeune | Classement du meilleur jeune |
| Coureur                      | Coureur                      | Pays                         | Équipe                       | Temps                        |
| ---------------------------- | ---------------------------- | ---------------------------- | ---------------------------- | ---------------------------- |
| 1er                          | Tony Martin                  | Allemagne                    | HTC-Columbia                 | 28 h 50 min 57 s             |
| 2e                           | Edvald Boasson Hagen         | Norvège                      | Team Sky                     | + 1 min 46 s                 |
| 3e                           | Richie Porte                 | Australie                    | Saxo Bank                    | + 1 min 57 s                 |
| 4e                           | Lars Boom                    | Pays-Bas                     | Rabobank                     | + 2 min 11 s                 |
| 5e                           | Dominique Cornu              | Belgique                     | Skil-Shimano                 | + 2 min 35 s                 |
| 6e                           | Jürgen Roelandts             | Belgique                     | Omega Pharma-Lotto           | + 2 min 37 s                 |
| 7e                           | Simon Špilak                 | Slovénie                     | Lampre-Farnese Vini          | + 2 min 44 s                 |
| 8e                           | Tiago Machado                | Portugal                     | Team RadioShack              | + 2 min 50 s                 |
| 9e                           | Jos van Emden                | Pays-Bas                     | Rabobank                     | + 2 min 56 s                 |
| 10e                          | Daniel Oss                   | Italie                       | Liquigas-Doimo               | + 3 min 06 s                 |

| Classement par équipes | Classement par équipes       | Classement par équipes | Classement par équipes |
| Équipe                 | Équipe                       | Pays                   | Temps                  |
| ---------------------- | ---------------------------- | ---------------------- | ---------------------- |
| 1re                    | Rabobank                     | Pays-Bas               | 86 h 36 min 58 s       |
| 2e                     | Saxo Bank                    | Danemark               | + 2 min 10 s           |
| 3e                     | Team RadioShack              | États-Unis             | + 3 min 30 s           |
| 4e                     | Topsport Vlaanderen-Mercator | Belgique               | + 6 min 46 s           |
| 5e                     | Euskaltel-Euskadi            | Espagne                | + 7 min 18 s           |
| 6e                     | Katusha                      | Russie                 | + 7 min 50 s           |
| 7e                     | Liquigas-Doimo               | Italie                 | + 13 min 54 s          |
| 8e                     | Vacansoleil                  | Pays-Bas               | + 14 min 28 s          |
| 9e                     | Skil-Shimano                 | Pays-Bas               | + 15 min 44 s          |
| 10e                    | Sky                          | Royaume-Uni            | + 15 min 52 s          |

| Classement par équipes | Classement par équipes       | Classement par équipes | Classement par équipes |
| Équipe                 | Équipe                       | Pays                   | Temps                  |
| ---------------------- | ---------------------------- | ---------------------- | ---------------------- |
| 1re                    | Rabobank                     | Pays-Bas               | 86 h 36 min 58 s       |
| 2e                     | Saxo Bank                    | Danemark               | + 2 min 10 s           |
| 3e                     | Team RadioShack              | États-Unis             | + 3 min 30 s           |
| 4e                     | Topsport Vlaanderen-Mercator | Belgique               | + 6 min 46 s           |
| 5e                     | Euskaltel-Euskadi            | Espagne                | + 7 min 18 s           |
| 6e                     | Katusha                      | Russie                 | + 7 min 50 s           |
| 7e                     | Liquigas-Doimo               | Italie                 | + 13 min 54 s          |
| 8e                     | Vacansoleil                  | Pays-Bas               | + 14 min 28 s          |
| 9e                     | Skil-Shimano                 | Pays-Bas               | + 15 min 44 s          |
| 10e                    | Sky                          | Royaume-Uni            | + 15 min 52 s          |

## Points UCI
| #  | Coureur               | Équipe                       | Pts |
| -- | --------------------- | ---------------------------- | --- |
| 1  | Tony Martin           | Team HTC-Columbia            | 110 |
| 2  | Koos Moerenhout       | Rabobank                     | 87  |
| 3  | E. Boasson Hagen      | Team Sky                     | 78  |
| 4  | Richie Porte          | Team Saxo Bank               | 61  |
| 5  | Svein Tuft            | Garmin-Transitions           | 56  |
| 6  | Lars Boom             | Rabobank                     | 42  |
| 7  | Maarten Tjallingii    | Rabobank                     | 34  |
| 8  | Andreas Klöden        | Team RadioShack              | 20  |
| 9  | André Greipel         | Team HTC-Columbia            | 12  |
| 10 | Robbie McEwen         | Team Katusha                 | 11  |
| 11 | Dominique Cornu       | Skil-Shimano                 | 10  |
| -  | Jürgen Roelandts      | Omega Pharma-Lotto           | 10  |
| 13 | Gregory Henderson     | Team Sky                     | 6   |
| -  | Jack Bobridge         | Garmin-Transitions           | 6   |
| -  | Lucas Sebastián Haedo | Team Saxo Bank               | 6   |
| 16 | Kenny van Hummel      | Skil-Shimano                 | 4   |
| -  | Jos van Emden         | Rabobank                     | 4   |
| -  | Allan Davis           | Astana                       | 4   |
| -  | Rubén Pérez           | Euskaltel-Euskadi            | 4   |
| 20 | Alex Rasmussen        | Team Saxo Bank               | 3   |
| 21 | Thomas De Gendt       | Topsport Vlaanderen-Mercator | 2   |
| 22 | Elia Viviani          | Liquigas-Doimo               | 1   |
| -  | Maarten Tjallingii    | Rabobank                     | 1   |
| -  | Francesco Chicchi     | Liquigas-Doimo               | 1   |
| -  | Yauheni Hutarovich    | FDJ                          | 1   |
| -  | Michael Van Staeyen   | Topsport Vlaanderen-Mercator | 1   |
| -  | Gorik Gardeyn         | Vacansoleil                  | 1   |

## Évolution des classements
| #                  | Vainqueur          | Classement général | Classement des sprints | Classement des jeunes | Classement par équipes |
| ------------------ | ------------------ | ------------------ | ---------------------- | --------------------- | ---------------------- |
| P                  | Svein Tuft         | Svein Tuft         | -                      | Jos van Emden         | Rabobank               |
| 1                  | Robbie McEwen      | Svein Tuft         | Robbie McEwen          | Jos van Emden         | Rabobank               |
| 2                  | André Greipel      | Svein Tuft         | Robbie McEwen          | Edvald Boasson Hagen  | Rabobank               |
| 3                  | Koos Moerenhout    | Tony Martin        | Robbie McEwen          | Tony Martin           | Rabobank               |
| 4                  | Gregory Henderson  | Tony Martin        | Robbie McEwen          | Tony Martin           | Rabobank               |
| 5                  | Jack Bobridge      | Tony Martin        | Robbie McEwen          | Tony Martin           | Rabobank               |
| 6                  | André Greipel      | Tony Martin        | Edvald Boasson Hagen   | Tony Martin           | Rabobank               |
| 7                  | Tony Martin        | Tony Martin        | Edvald Boasson Hagen   | Tony Martin           | Rabobank               |
| Classements finals | Classements finals | Tony Martin        | Edvald Boasson Hagen   | Tony Martin           | Rabobank               |